# Phasis nais
Phasis nais är en fjärilsart som beskrevs av Pieter Cramer 1779. Phasis nais ingår i släktet Phasis och familjen juvelvingar. Inga underarter finns listade i Catalogue of Life.